# Croton cordobensis
Espèce
Croton cordobensis est une espèce de plantes à fleurs du genre Croton et de la famille des Euphorbiaceae, présente à l'ouest et au centre de l'Argentine.